# Alina Alexandra Dumitru
Alina Alexandra Dumitru (Bucareste, 30 de agosto de 1982) é uma judoca da Romênia. 
Ela terminou em quinto lugar na categoria até 48 kg nas Olimpíadas de 2004, tendo perdido a medalha de bronze para a chinesa Gao Feng. Na edição seguinte, ela conquistou a medalha de ouro na mesma categoria nos Jogos Olímpicos de 2008, tornando-se a primeira judoca romena a ganhar uma medalha de ouro em Olimpíadas. Quatro anos depois, foi prata nos Jogos de 2012, perdendo a final para a brasileira Sarah Menezes.

## Resultados
- Ouro nos Jogos Olímpicos de Verão de 2008;
- Ouro nos Campeonatos Europeus de Judô de 2004, 2005, 2006, 2007, 2008 e 2010;
- Prata nos Jogos Olímpicos de Verão de 2012;
- Bronze nos Campeonatos Europeus de Judô de 2002 e 2009;
- Bronze nos Campeonatos Mundiais de Judô de 2005, 2007 e

2010.
- Prata nos Jogos Olímpicos de Verão de 2012